# Amos Lee
Amos Lee, pseudonimo di Ryan Anthony Massaro (Filadelfia, 22 giugno 1977), è un cantautore e chitarrista statunitense.
Il suo stile musicale comprende soul, folk, e jazz. Ha tre album all'attivo per la Blue Note Records, Amos Lee, Supply and Demand e Last Days at the Lodge. È andato in tour con musicisti come Bob Dylan, Elvis Costello, Norah Jones, Paul Simon, e Merle Haggard. Lee ha come musicisti: il batterista Fred Berman e il bassista Jaron Olevsky. Molte delle sue influenze musicali s'ispirano a Stevie Wonder, John Prine, Bill Withers, e James Taylor.

## Esordi
Nato nel 1977, Lee è cresciuto a Philadelphia in Pennsylvania ed a Cherry Hill Township. Si è diplomato alla Cherry Hill High School East. Continuò all'University of South Carolina nel 1995, promosso con una specializzazione in inglese. Mentre era all'università, il suo patrigno gli diede una chitarra acustica. Lee trovò pure un lavoro in un negozio specializzato negli artisti jazz, dove trovò interesse per musicisti tra i quali Thelonious Monk e Miles Davis. Dopo il collegio, ritornò a Philadelphia e insegnò in una scuola elementare per due anni, ma qui decise di smettere con l'insegnamento per poter proseguire la carriera musicale. Amos Lee nel 2003 fece uscire un album omonimo EP che conteneva cinque tracce che poco dopo fu firmato dalla casa discografica Blue Note Records. L'LP vendette bene a Philadelphia, attirando l'attenzione di Norah Jones. La Jones invitò Lee ad aprire i suoi concertiper il tour del 2004. Lee pure prese parte a dei concerti di Bob Dylan, Van Morrison, Paul Simon e John Prine

## Carriera musicale
Lee Alexander, il bassista della band di Norah Jones, produsse Il primo album omonimo Amos Lee, il quale fu pubblicato nel marzo 2005. Norah Jones appare in diverse tracce dell'album, suonando il piano e contribuendo ai cori. L'album trovò un discreto successo commerciale, raggiungendo la posizione numero 2 della Billboard Top Heatseekers chart. Più tardi nello stesso mese entrò a far parte della classifica dei "10 artisti da seguire" di Rolling Stone. " Per promuovere l'album, Lee ha partecipato a diversi spettacoli televisivi come The Late Show with David Letterman, The Tonight Show, Total Request Live, e Austin City Limits.
Nel marzo e nell'aprile del 2005, fece da apripista a Merle Haggard e Bob Dylan. La canzone Colors apparì nella serie televisiva Dr. House ed alla fine della seconda stagione di Grey's Anatomy. Fu pure utilizzata nel film Se solo fosse vero, del 2005 con Reese Witherspoon e Mark Ruffalo. Le canzoni Colors e Sympathize furono pure usate nella prima stagione di Brothers & Sisters della ABC. Le tracce Shout Out Loud e Keep It Loose, Keep It Tight furono usate entrambe per lo show dell'ABC Six Degrees - Sei gradi di separazione. Keep It Loose, Keep It Tight fu pure trasmessa durante lo Studio 60 della NBC. La NBC ha pure utilizzato Seen It All Before in un episodio dell'acclamata serie E.R. - Medici in prima linea.
Il secondo album di Amos Lee, intitolato Supply and Demand, fu pubblicato il 3 ottobre 2006 negli USA. L'album fu prodotto da Barrie Maguire bassista di Natalie Merchant, raggiunse il 76º posto della numero 76 Billboard 200. La cantante jazz Lizz Wright contribuì ai cori di Freedom. Il primo ed unico singolo estratto fu Shout Out Loud. Per promuovere l'album, Amos suonò al The Tonight Show il 28 settembre 2006.
Il pezzo Skipping Stone fu pure trasmesso nell'episodio di E.R. Dying is easy (andato in onda per la prima volta l'8 febbraio 2007) e contenuto nella colonna sonora del film My Blueberry nights con Norah Jones in veste d'attrice. La canzone Sweet Pea fu inserita nel dicembre 2007 in una pubblicità per AT&T.
Il terzo album in studio, Last Days at the Lodge, fu fatto uscire il 24 giugno 2008.
Il primo singolo estratto è la tormentata Listen, trasmessa anche al di fuori degli States. La traccia What's Been Going On ha avuto un buon riscontro radiofonico in autunno.
Nel gennaio 2011 pubblica Mission Bell (Blue Note Records), disco a cui partecipano anche Willie Nelson, Lucinda Williams, Sam Beam, Calexico e altri artisti. L'album ha debuttato direttamente al primo posto della classifica Billboard 200 (mai raggiunto prima da Amos Lee).
Nell'ottobre 2013 pubblica Mountains of Sorrow, Rivers of Song. Segue un tour a cui collaborano importanti artisti come Alison Krauss, Patty Griffin e Jeff Coffin (Dave Matthews Band).
È dell'ottobre 2015 l'album live Amos Lee Live at Red Rocks, registrazione del concerto che il cantautore americano ha tenuto nell'agosto del 2014 con la Colorado Symphony Orchestra nella suggestiva cornice del Red Rocks in Colorado.
Il 19 agosto 2016 viene pubblicato l'album Spirit.

## Registrazioni dal vivo
Amos Lee registrò una live session agli Abbey Road Studios nell'estate del 2006 per il Live from Abbey Road. La sua esibizione trasmessa nel Sundance Channel negli USA e nel Channel 4 in Gran Bretagna in un episodio a cui hanno partecipato pure Randy Crawford, Joe Sample e David Gilmour.

## Discografia

### Album in studio
- 2005 - Amos Lee (#113 USA)
- 2006 - Supply and Demand (#76)
- 2008 - Last Days at the Lodge (#29)
- 2011 - Mission Bell (#1)
- 2013 - Mountains of Sorrow, Rivers of Song (#16)
- 2016 - Spirit
- 2018 - My New Moon
- 2022 - Dreamland

### Album live
- 2015 -  Live at Red Rocks

### EPs
- Amos Lee EP, Blue Note Records, 2004
- Live from KCRW, Blue Note Records, 2005
- As the Crow Flies, Blue Note Records, 2012

### Cover in italiano
- 2013 - Ragazzo  è la versione in italiano di Kid, tradotta e cantata da Ron, pubblicata nell'album Way Out.